# إنديانابوليس 500 سنة 2012
سباق إنديانا بوليس -500 ميل 2012 أقيم في حلبة إنديانابوليس موتور سبيدواي في 27 مايو 2012 وفاز في السباق داريو فرانشيتي بمتوسط سرعة 167.734 ميل/س (269.942 كم/س).
وكان أول المنطلقين ريان بريسكو بسرعة 226.484 ميل/س (364.491 كم/س).